# Абил Билялов
Абил Керимов Билялов (роден на 21 октомври 1940 г.) е бивш български футболист, легенда на Черно море (Варна).

## Кариера
Играл е като защитник и дефанзивен халф за Черно море от 1960 до 1973 г. Има 252 мача и 2 гола в А група. Има 1 мач за младежкия национален отбор. Първи победител в анкетата „Футболист номер 1 на Варна“. Известен като защитника, който най-добре успява да опази най-добрия български нападател по онова време Георги Аспарухов – Гунди. Години по-късно, в периода 2000 – 2007, е спортен директор на частна футболна школа „ФК Брева“ в град Варна. 